# Bionicle: The Game
Bionicle: The Game är ett action-äventyrsspel som släpptes 2003. Spelet är baserat på delar av filmen Bionicle: Mask of Light och andra delar av Bionicle-storylinen. Mac OS X-versionen av spelet släpptes av Feral Interactive. Detta var det sista spelet som Lego Interactive släppte innan Lego stängde företaget under 2004.

### Fotnoter
1. ↑  ”Bionicle for GameCube (2003) - MobyGames”. MobyGames. https://www.mobygames.com/game/bionicle. Läst 31 juli 2018.
2. ↑  Irwin, Mary Jane (10 november 2003). ”Bionicle” (på amerikansk engelska). IGN. http://www.ign.com/articles/2003/11/10/bionicle. Läst 31 juli 2018.
3. ↑  Todd, Brett (16 december 2003). ”Bionicle Review” (på amerikansk engelska). GameSpot. https://www.gamespot.com/reviews/bionicle-review/1900-6085710/. Läst 31 juli 2018.
4. ↑  ”Bionicle”. Metacritic. http://www.metacritic.com/game/playstation-2/bionicle. Läst 31 juli 2018.